# Wiktar Zjareschtschanka

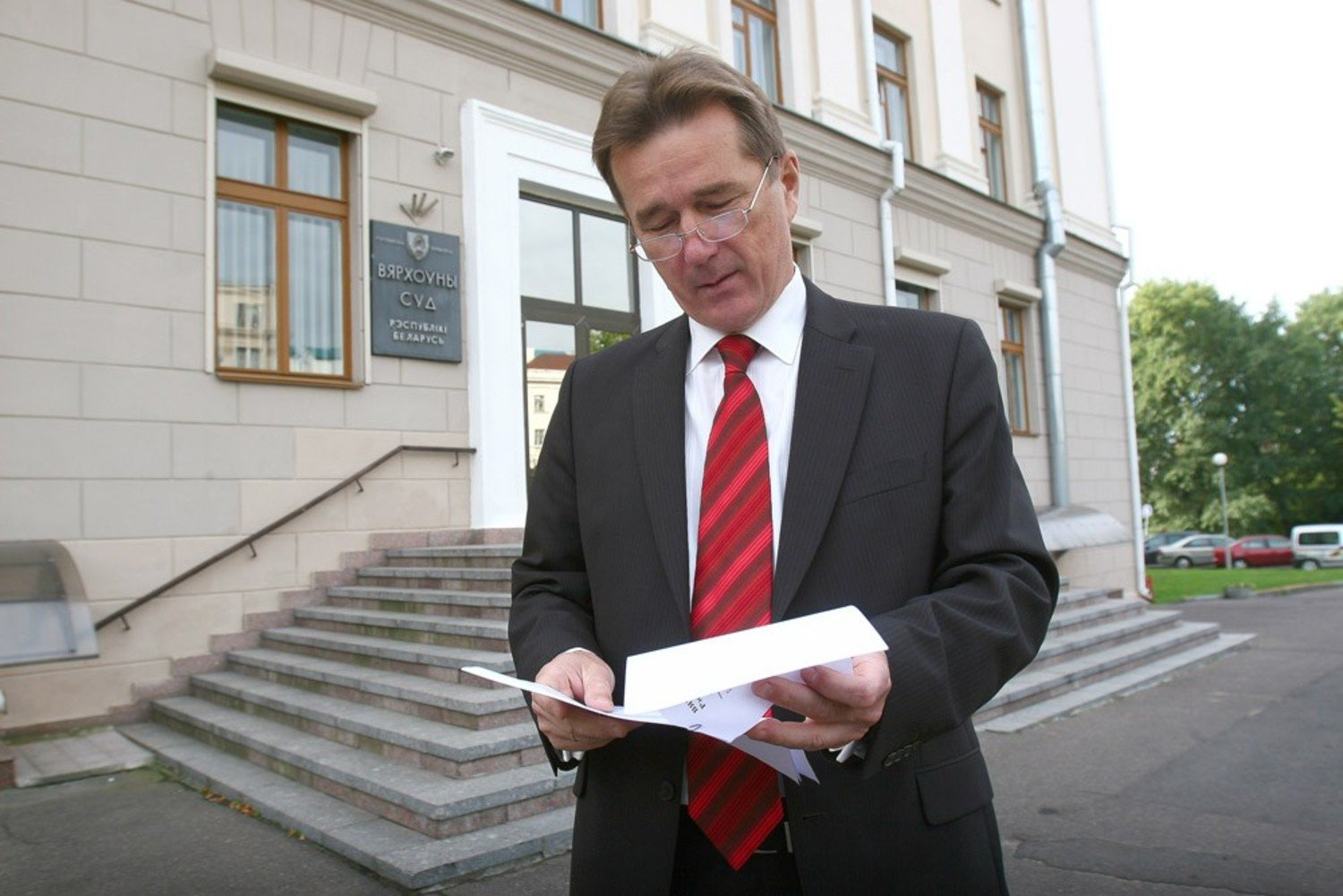
Wiktar Zjareschtschanka

Wiktar Iwanawitsch Zjareschtschanka (belarussisch Віктар Ӏванавіч Цярэшчанка, russisch Виктор Иванович Терещенко/Wiktor Iwanowitsch Tereschtschenko; * 30. Januar 1950, Dorf Dubrowka, Rajon Krasnopolje, Mogiljowskaja Oblast, Sowjetunion) ist ein belarussischer Politiker. Er war Kandidat für die Präsidentschaftswahl 2010. Wiktar Zjareschtschanka ist verheiratet und hat drei Töchter.

## Bildung
Im Jahr 1975 absolvierte Wiktar Zjareschtschanka die Ökonomische Fakultät der Staatlichen Francysk-Skaryna-Universität Homel. Danach war seine berufliche Tätigkeit mit technischen, wirtschaftlichen und wissenschaftlichen Aktivitäten verbunden.
Er absolvierte erfolgreich sein Studium im International Management Institute (MIM-Kiew, Ukraine) und an der University of Delaware (USA), wo er sein Diplom erhielt (MBA – Master of Business Administration in International Business).
Wiktar Zjareschtschanka hat einen Doktortitel in Wirtschaftswissenschaften, er ist korrespondierendes Mitglied der Internationalen Akademie für Management und International Engineering Academy (Moskau).
Im Jahr 2004 erhielt er für herausragende Beiträge zur Entwicklung von Management-Theorie und Praxis der modernen Volkswirtschaften in der belarussischen Akademie der Technischen Verleihung einen höheren Qualifikationsrang – der Doktor-Ingenieur.

## Berufliche Tätigkeiten
Wiktar Zjareschtschanka arbeitete zunächst als Schlosser und Fräser, später wurde er Ingenieur und Manager. Er nahm teil an der Liquidation zur Beseitigung der Folgen des Kernkraftwerkunfalls in Tschernobyl. Von 1992 bis 2004 leitete er das International Institute of Management (IIM-BLR). Er ist der Autor von mehr als 70 wissenschaftlichen Arbeiten auf dem Gebiet der ökonomischen und wirtschaftlichen Entwicklung von Belarus.

## Soziale und politische Aktivitäten
In den Jahren 1993–2004 war Wiktar Zjareschtschanka Vorsitzender des belarussischen öffentlichen Vereins „People’s Diplomatie“. Von 1994 bis 2000 hatte er den Vorsitz der „Belarussischen Volkspartei“ (belarussisch Беларуская народная партыя) inne. Im Jahr 1994 wurde er zum Kandidaten für das Präsidentenamt der Republik Belarus ernannt. Im Zeitraum von 1996 bis 2000 war er Mitglied des Obersten Rats der Republik Belarus. Später war Wiktar Zjareschtschanka Vorsitzender des Verbandes der kleinen und mittleren Unternehmensentwicklung.
Zu der Präsidentschaftswahl 2010 trat Zjareschtschanka als einer von drei parteilosen Kandidaten an. In dem Länderbericht der Konrad-Adenauer-Stiftung heißt es: „Insbesondere bei Tereschtschenko wird davon ausgegangen, dass er ein Projekt der Präsidialadministration und eine Art ‚Back-up-Kandidat‘ für Lukaschenko sein könnte“. Mit 1,08 % der Stimmen kam er auf Platz 7.

## Preise und Auszeichnungen
Im Jahr 2004 wurde Wiktar Zjareschtschanka ausgezeichnet mit dem internationalen Preis „St. Sofia“ für seinen persönlichen Beitrag zur Wiederbelebung der Geistlichkeit, der nationalen Kultur und Wissenschaft.
2008 wurde er Ehrenbürger der französischen Gemeinde Béthune.